# Broadcast (альбом)
Broadcast — дебютный студийный альбом британской рок-группы Cutting Crew. Выпущен в июле 1986 года на лейбле Virgin Records. Содержит одни из наиболее известных и популярных композиций в творчестве группы — «(I Just) Died in Your Arms» и балладу «Sahara».
Broadcast стал успешным альбомом и прекрасным стартом коллектива, композиции с него заняли высокие места в мировых чартах, в трёх странах альбому присвоен статус золотого по продажам.

## Об альбоме
Альбом стал успешным — только в США было реализовано 500 000 копий альбома, что соответствует золотому статусу в этой стране. Также, золотой статус альбому присвоили в Канаде, где было продано 50 000 экземпляров и в Финляндии — 25 000 копий. В родной Великобритании, продажи составили 60 000 копий, что соответствует серебряному статусу.
На композицию (I Just) Died in Your Arms был снят видеоклип. Также существует концертное исполнение этой песни в сопровождении симфонического оркестра.

## В массовой культуре
- Композиция «(I Just) Died in Your Arms» вошла в саундтрек к известной видеоигре GTA Vice City в 2002 году. Она звучит в эфире радиостанции Emotion 98.3 FM.

## Список композиций
| №                   | Название                     | Автор(ы)                               | Длительность |
| ------------------- | ---------------------------- | -------------------------------------- | ------------ |
| 1.                  | «Any Colour»                 | ван Иде, МакМайкл                      | 4:57         |
| 2.                  | «One for the Mockingbird»    | ван Иде                                | 4:23         |
| 3.                  | «I've Been in Love Before»   | ван Иде                                | 5:29         |
| 4.                  | «Life in a Dangerous Time»   | ван Иде                                | 4:34         |
| 5.                  | «Fear of Falling»            | ван Иде, МакМайкл                      | 4:50         |
| 6.                  | «(I Just) Died in Your Arms» | ван Иде                                | 4:39         |
| 7.                  | «Don't Look Back»            | ван Иде, МакМайкл                      | 4:12         |
| 8.                  | «Sahara»                     | ван Иде, Бурер                         | 4:49         |
| 9.                  | «It Shouldn't Take Too Long» | ван Иде, МакМайкл, Фарли, Бидл, Норман | 4:05         |
| 10.                 | «The Broadcast»              | ван Иде, Таунсенд                      | 6:33         |
| Общая длительность: | Общая длительность:          | Общая длительность:                    | 48:33        |

## Участники записи
- Ник ван Иде — вокал, ритм-гитара, клавишные;
- Кевин МакМайкл — электрогитара, синтезатор, бэк-вокал; R.I.P. 31/12/2002
- Колин Фарли — бас-гитара, пианино, бэк-вокал;
- Мартин Бидл — ударные, перкуссия, бэк-вокал.

### Приглашенные музыканты
- Гари Барнакл — саксофон;
- Девид ЛеБолт — клавишные;
- Питер Витессе — клавишные;
- Пит Бирч — бэк-вокал.

## Переиздания
В 2010 году британским лейблом Cherry Red Records выпущено переиздание этого альбома на CD. Переиздание включает также и 4 бонус-трека, 2 из которых это записи концертных выступлений группы.